# Filiação divina

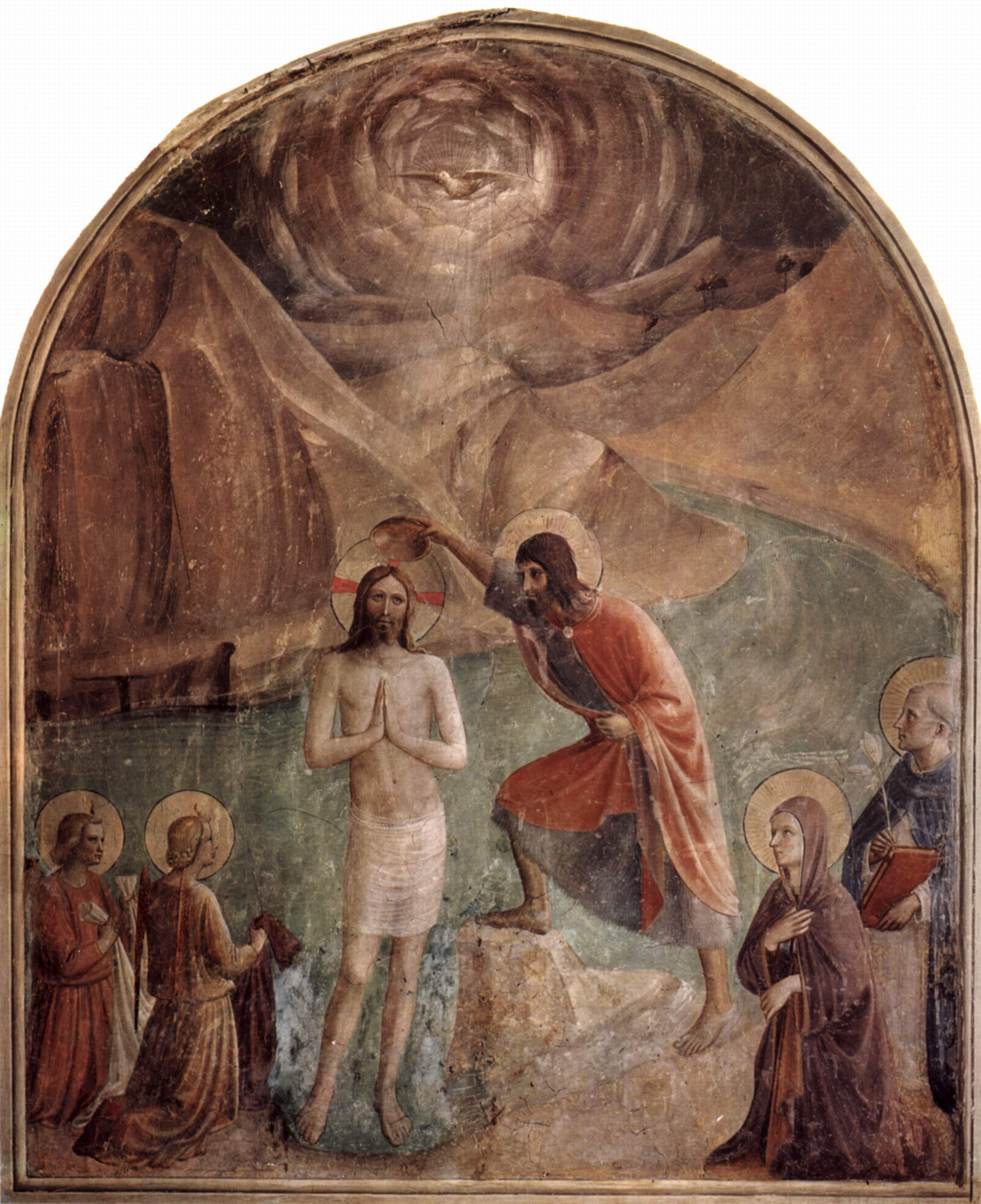
O Batismo de Cristo de Fra Angelico

Filiação divina é a doutrina cristã de que Jesus Cristo é o Filho unigênito de Deus por natureza, e quando os cristãos são redimidos por Jesus, eles se tornam filhos (e filhas) de Deus por adoção. Esta doutrina é defendida pela maioria dos cristãos,   mas a frase “filiação divina” é usada principalmente pelos católicos. Essa doutrina também é chamada de filiação divina.
A filiação divina se baseia em outras doutrinas cristãs. Na doutrina da Trindade, Deus Filho é o Verbo Eterno falado por Deus Pai. A doutrina da Encarnação ensina que há cerca de 2000 anos, Deus Filho assumiu a natureza humana, "se fez carne e habitou entre nós" (João 1,14) como Jesus de Nazaré.
A filiação divina é o ponto central do Evangelho, da Boa Nova : é a razão pela qual a humanidade foi salva. E é também o propósito por trás do batismo.  Segundo João Paulo II, a filiação divina é “o mistério mais profundo da vocação cristã” e “o ponto culminante do mistério da nossa vida cristã... participamos da salvação, que não é apenas a libertação do mal, mas é antes de tudo a plenitude do bem: do bem supremo da filiação a Deus”. 
A filiação divina implica a divinização: "Porque o Filho de Deus se fez homem para que nós nos tornássemos Deus". "O poder divino deu-nos tudo o que contribui para a vida e a piedade, fazendo-nos conhecer aquele que nos chamou por sua glória e sua virtude. Por elas, temos entrado na posse das maiores e mais preciosas promessas, a fim de tornar-vos por esse meio participantes da natureza divina, subtraindo-vos à corrupção que a concupiscência gerou no mundo." (2 Pedro 1,4). "Pelo Baptismo, Ele incorpora-nos no Corpo do seu Cristo; pela unção do seu Espírito, que flui da cabeça para os membros, faz de nós outros Cristos".

## Base
O Evangelho de João começa apontando para o que Jesus trouxe: “a todos aqueles que o receberam, aos que creem no seu nome, deu-lhes o poder de se tornarem filhos de Deus”. (João 1,11-13)
São Paulo desvendou esse mistério ainda mais em sua carta aos Romanos: "Pois todos os que são conduzidos pelo Espírito de Deus são filhos de Deus. Porquanto não recebestes um espírito de escravidão para viverdes ainda no temor, mas recebestes o espírito de adoção pelo qual clamamos: Aba! Pai! O Espírito mesmo dá testemunho ao nosso espírito de que somos filhos de Deus. E, se filhos, também herdeiros, herdeiros de Deus e coerdeiros de Cristo, contanto que soframos com ele, para que também com ele sejamos glorificados." (Romanos 8,14-17)
Diz-se que os cristãos são filhos de Deus porque, pela graça divina, compartilham da natureza de Deus. [São Pedro] referiu-se aos cristãos como "participantes da natureza divina". (2 Pedro 1,4) Santo Agostinho de Hipona, um dos primeiros Padres da Igreja, expressa a participação dos batizados na natureza divina dizendo: "Pelo amor de Deus somos feitos deuses". 

## Igreja católica
O primeiro ponto do Catecismo da Igreja Católica ( CIC ) afirma que o "desígnio de pura bondade" de Deus está orientado para a filiação divina do homem: "Em seu Filho e por meio dele, ele convida os homens a se tornarem, no Espírito Santo, seus filhos adotivos e, portanto, herdeiros de sua vida bem-aventurada." (CIC 1; itálicos acrescentados)

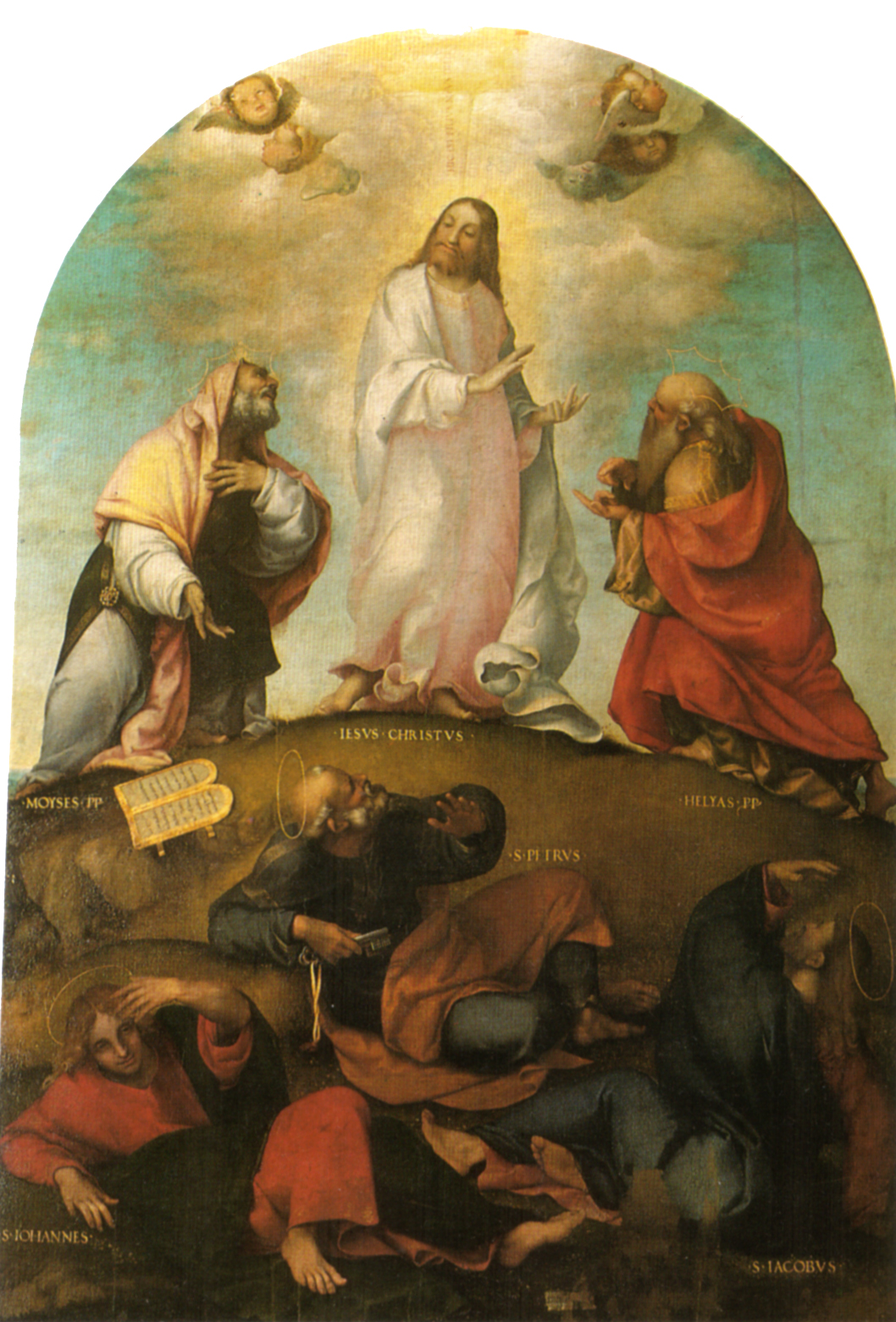
Palavras proferidas por Deus Pai na Transfiguração de Cristo: Hic est filius meus dilectus (Eis o meu filho amado)

Bento XVI explicou que "Os Padres da Igreja dizem que quando Deus criou o homem 'à sua imagem', olhou para o Cristo que viria e criou o homem, segundo a imagem do 'novo Adão', o homem que é o critério do humano... Jesus é 'o Filho' no sentido estrito - ele é da mesma substância que o Pai. Ele quer atrair todos nós para a sua humanidade e, portanto, para esta Filiação, para a sua pertença total a Deus." 
Segundo João Paulo II, na Redemptor hominis, sua primeira encíclica, na raiz mais profunda da redenção do mundo está a plenitude da justiça no coração de Jesus Cristo "para que se torne justiça no coração de muitos seres humanos, predestinados desde a eternidade no Filho Primogénito a serem filhos de Deus e chamados à graça, chamados ao amor". Segundo João Paulo II, os cristãos devem "estar sempre conscientes da dignidade da adoção divina", de modo a dar sentido ao que fazem. 
A filiação divina, disse João Paulo II, constitui a essência da Boa Nova.  "Qual é a Boa Nova para a humanidade?" é uma pergunta do Compêndio do Catecismo da Igreja Católica. A resposta a esta pergunta começa com Jesus Cristo e termina em Gálatas 4,45: Deus enviou seu Filho, nascido de mulher, nascido sob a lei, para resgatar os que estavam sob a lei, a fim de que recebêssemos a adoção de filhos.  A filiação divina, ainda segundo João Paulo II, é "o mistério mais profundo da vocação cristã: no desígnio divino, somos de fato chamados a tornar-nos filhos e filhas de Deus em Cristo, por meio do Espírito Santo". 
Assim, o Catecismo afirma: «Pela sua morte, Cristo nos liberta do pecado; pela sua ressurreição, Ele nos abre o caminho para uma vida nova. [ A justificação ] realiza a adoção filial, para que os homens se tornem irmãos de Cristo» ( CIC 654).

### Piedade das crianças
Uma consequência importante da filiação divina, diz Bento XVI, é a oração dos cristãos como filhos de Deus. A oração está no centro da vida de Cristo, o Filho de Deus. Bento XVI diz que a pessoa de Jesus é a oração. A “visão fundamental” do Sermão da Montanha é, diz ele, “que o homem só pode ser compreendido à luz de Deus, e que a sua vida só se torna justa quando a vive em relação a Deus”. Assim, Jesus, depois de rezar e depois de ser questionado pelos discípulos sobre como rezar, ensina o Pai Nosso, uma oração que visa “configurá-lo [o homem] à imagem do Filho” e treiná-lo na “atitude interior de Jesus”. 
“A oração contemplativa é a oração do filho de Deus, do pecador perdoado que aceita acolher o amor com que é amado e que quer corresponder-lhe amando ainda mais.” ( CIC 2712 )

### Responsabilidade pela missão cristã
Segundo João Paulo II, como os cristãos são outros "Cristos", eles são, em certo sentido, corredentores com ele e têm, por assim dizer, o mesmo papel de Jesus Cristo: salvar outros homens e torná-los filhos de Deus. "Como membros, eles partilham uma dignidade comum, proveniente do seu renascimento em Cristo, têm a mesma graça filial e a mesma vocação à perfeição... Em virtude da única dignidade que brota do Baptismo, cada membro dos fiéis leigos, juntamente com os ministros ordenados e os religiosos e religiosas, partilha a responsabilidade pela missão da Igreja." 
Porque, de acordo com os ensinamentos católicos, os leigos católicos — isto é, cristãos comuns (não padres ou religiosos consagrados) — são filhos de Deus, eles têm um papel específico a desempenhar no mundo: "Por causa de sua vocação especial, cabe aos leigos buscar o reino de Deus se envolvendo em assuntos temporais e os dirigindo de acordo com a vontade de Deus... Cabe a eles de uma maneira especial iluminar e ordenar todas as coisas temporais com as quais estão intimamente associados, para que estas possam sempre ser efetuadas e crescer de acordo com Cristo e talvez para a glória do Criador e Redentor. A iniciativa dos cristãos leigos é necessária especialmente quando o assunto envolve descobrir ou inventar os meios para permear as realidades sociais, políticas e econômicas com as demandas da doutrina e da vida cristãs. Esta iniciativa é um elemento normal da vida da Igreja: os fiéis leigos estão na linha de frente da vida da Igreja; para eles, a Igreja é o princípio animador da sociedade humana. Por isso, eles, em particular, devem ter uma consciência cada vez mais clara não só de pertencer à Igreja, mas de ser Igreja." (CIC 898-99)

### Significado e importância

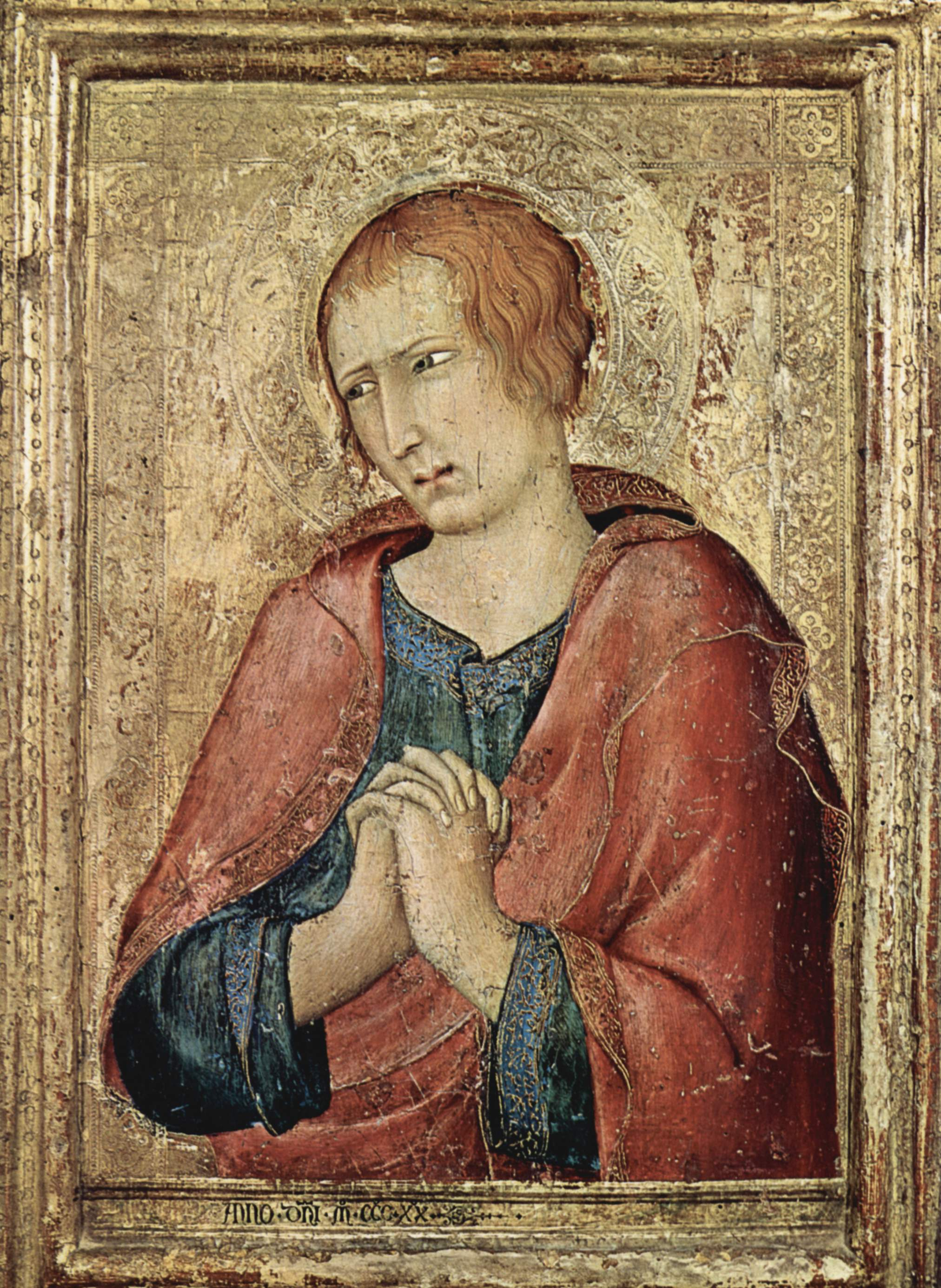
São João Evangelista: "Considerai com que amor nos amou o Pai, para que sejamos chamados filhos de Deus. E nós o somos de fato." (1 João 3,1)

Assim, João Paulo II disse que a filiação divina é «o ponto culminante do mistério da nossa vida cristã. De fato, o nome «cristão» indica um novo modo de ser, de ser à semelhança do Filho de Deus. Como filhos no Filho, participamos na salvação, que não é apenas a libertação do mal, mas é antes de tudo a plenitude do bem: do bem supremo da filiação de Deus». 
A filiação divina está no cerne do cristianismo. "Nossa filiação divina é a peça central do Evangelho como Jesus o pregou. É o próprio significado da salvação que Ele conquistou para nós. Pois Ele não nos salvou apenas dos nossos pecados; Ele nos salvou para a filiação." 
O Verbo se fez carne para nos tornar "participantes da natureza divina": "Por isso o Verbo se fez homem, e o Filho de Deus se fez Filho do homem: para que o homem, entrando em comunhão com o Verbo e recebendo assim a filiação divina, se tornasse filho de Deus." [Santo Irineu] "Porque o Filho de Deus se fez homem para que nós nos tornássemos Deus." [Santo Atanásio] "O Filho unigênito de Deus, querendo fazer-nos participantes da sua divindade, assumiu a nossa natureza, para que, feito homem, fizesse dos homens deuses." [Santo Tomás de Aquino] (CIC 460)
O cristão é então outro "Cristo": "Podemos adorar o Pai porque ele nos fez renascer para sua vida ao nos adotar como seus filhos em seu único Filho: ... por meio da unção de seu Espírito que flui da cabeça para os membros, ele nos torna outros "Cristos". " "... vós que vos tornastes participantes de Cristo, sois chamados, com razão, “Cristos” ( CIC 2782)
A divinização do homem através da filiação é real e metafísica. Não é metafórico, ou seja, uma mera comparação com algo real que é semelhante. Na religião cristã, Deus é realmente Pai, e não age apenas como os pais humanos. E Deus realmente nos fez compartilhar de sua natureza, e assim somos realmente filhos. Não no mesmo nível do Filho Unigênito, mas verdadeiramente participando de sua filiação e de sua divindade. 
E assim São João Evangelista disse com um tom de espanto: “Considerai com que amor nos amou o Pai, para que sejamos chamados filhos de Deus. E nós o somos de fato.” (1 João 3,1)

### Visões teológicas
1. 1 2 3  Scott Hahn (2002). First Comes Love: Finding Your Family in the Church and the Trinity. [S.l.]: Doubleday Religion
2. 1 2  John Paul II (1997). Message for World Day of Peace. [S.l.]: Libreria Editrice Vaticana
3. ↑  St. Cyril of Jerusalem; CCC 2782
4. ↑  Saint Augustine of Hippo. «Homilies on the Gospels, Sermon LXXI». Nicene and Post-Nicene Fathers of the Christian Church
5. 1 2  Benedict XVI (2007). Jesus of Nazareth. [S.l.]: Doubleday. ISBN 9780385523417 Verifique o valor de |url-access=registration (ajuda)
6. ↑  John Paul II (1979). Encyclical Redemptor Hominis (The Redeemer of man). [S.l.]: Libreria Editrice Vaticana
7. ↑  John Paul II (1995). Crossing the Threshold of Hope. [S.l.]: Knopf
8. ↑  Compendium of the Catholic Church. [S.l.]: Libreria Editrice Vaticana. 2005
9. ↑  John Paul II (15 August 1990). Message to Youth. [S.l.]: Libreria Editrice Vaticana Verifique data em: |data= (ajuda)
10. ↑  John Paul II (1988). Christifideles laici. [S.l.]: Libreria Editrice Vaticana

Escrevendo no início do século XX (por volta de 1917-1923), o Beato Columba Marmion deu grande ênfase a esta doutrina. Um comentarista observou que, embora a doutrina tenha sido abordada por muitos escritores espirituais antes dele, "seria difícil encontrar outro que tivesse dado ao mistério tal preeminência, tornando-o, como ele faz, o começo e o fim da vida espiritual. E com Dom Marmion não é tanto uma teoria ou um sistema, mas uma verdade viva que atua diretamente na alma."  Alguns acreditam que a Igreja Católica um dia declarará formalmente Marmion o Doutor da Adoção Divina.
Entre os autores contemporâneos, Scott Hahn, um teólogo americano convertido do calvinismo, escreveu muito sobre filiação no contexto da teologia da aliança. Ele vê a aliança como um verdadeiro vínculo familiar. Ele também escreveu sobre filiação no contexto de sua jornada como membro do Opus Dei, cujo fundador, São Josemaria Escrivá, é um dos principais escritores sobre o tema. Escrivá via a filiação como o "fundamento da vida cristã" e teve uma experiência mística nos primeiros anos do Opus Dei (1931) que o levou a enfatizar esse aspecto da vida cristã. Fernando Ocariz, que escreveu Deus Pai (1998), é outro teólogo que tem várias obras sobre a filiação divina.

## Visão do judaísmo
Fundamentalmente, o judaísmo acredita que Deus, como criador do tempo, espaço, energia e matéria, está além deles e não pode nascer ou morrer. O judaísmo ensina que é herético para qualquer homem alegar ser Deus ou parte de Deus; veja também Idolatria no judaísmo. Não existe um conceito judaico de algo como "filiação divina" ou "Deus Filho". O Talmude de Jerusalém (Ta'anit 2:1) afirma explicitamente: "se um homem afirma ser Deus, ele é um mentiroso." De acordo com estudiosos judeus, o conceito cristão de filiação divina tem referência indireta à frase judaica anterior Filho de Deus, que é encontrada na Bíblia judaica, referindo-se a anjos, ou humanos ou mesmo a toda a humanidade.
De acordo com a visão do judaísmo sobre Jesus, os estudiosos judeus observam que, embora se diga que Jesus usou a frase "meu Pai que estás nos céus" (cf. Oração do Senhor), esta expressão poética judaica comum pode ter sido mal interpretada como literal. 